# Constituția României din 1952

În Constituția din 1952 stema are o stea roșie adăugată sus.

Constituția din 1952 a fost a doua constituție a guvernării comuniste din România.
Constituția din 1952 a subordonat statul partidului, a introdus sistemul totalitar, și a pus la dispoziția Partidului Muncitoresc Român (PMR) noi mijloace de a duce lupta de clasă. Per total, între principiile ocrotite de Constituție și realitatea politică a Republicii Populare Române se afla o mare discrepanță, în special în ceea ce privește depturile fundamentale ale cetățenilor.

## Context
Pluripartismul aparent de la  alegerile MAN din 1948 a fost între timp înlocuit de un partid unic (Partidul Muncitoresc Român). 
Constituția a fost aprobată de MAN la 24 septembrie 1952 și a fost promulgată în aceeași zi de Președintelui Prezidiului MAN, dr. Petru Groza și secretarul Prezidiului MAN, Marin Florea Ionescu.

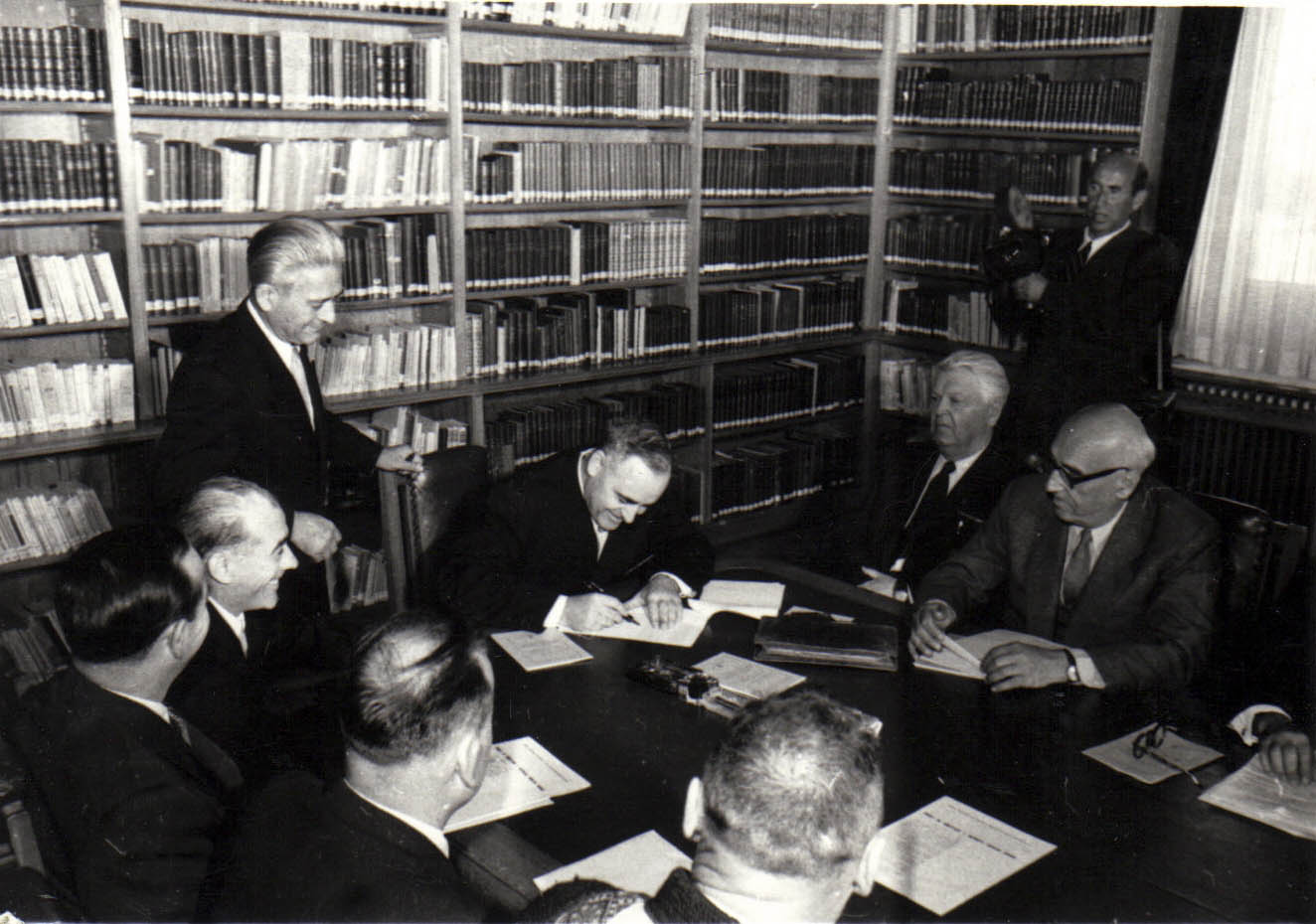
Comisia Constituţională la cea de-a XIII-a sesiune a M.A.N. De la stânga la dreapta: I. Chişinevschi, M. F. Ionescu (în picioare), Gh. Gheorghiu-Dej, M. Sadoveanu, și Tr. Săvulescu.

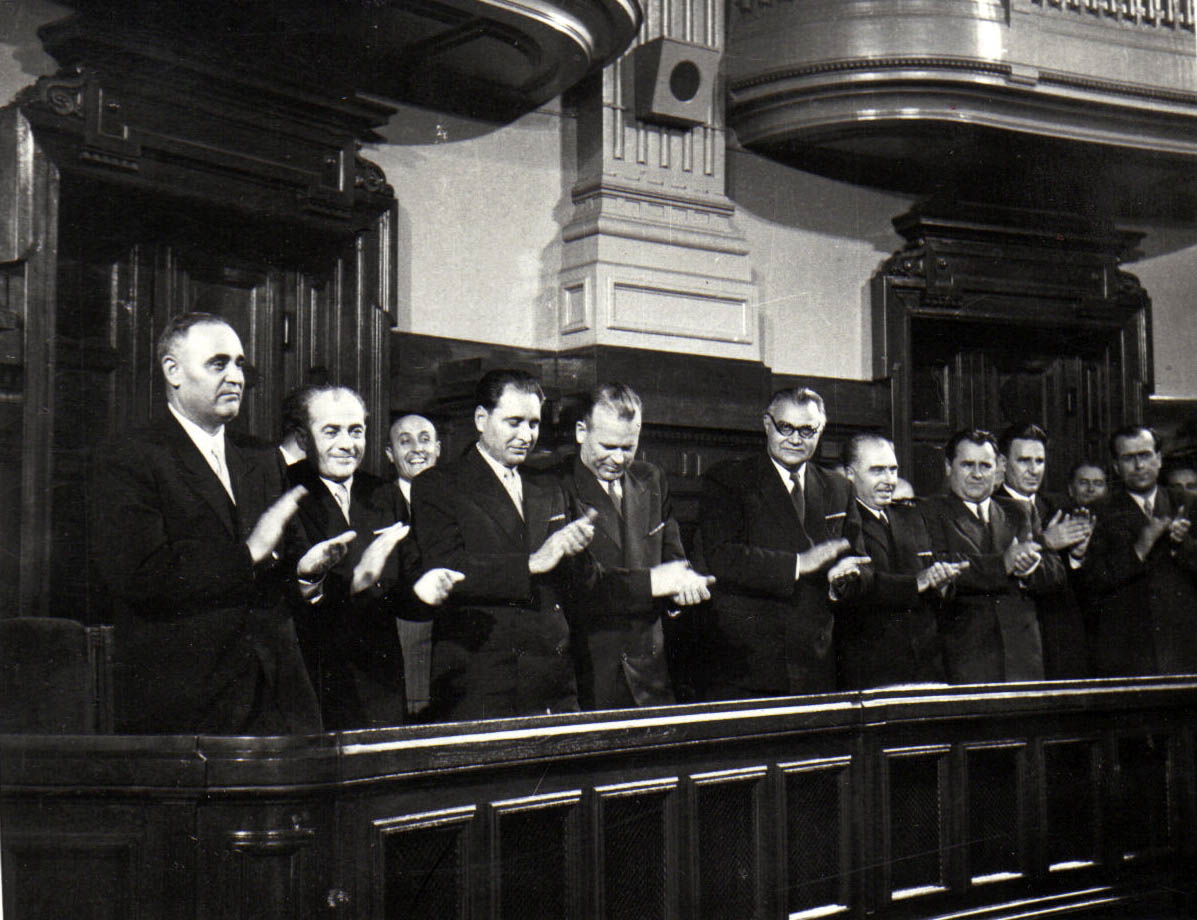
Banca ministerială la sesiunea MAN care a aprobat Constituția din 1952. Sunt prezenți, de la stânga la drepta, Gh. Gheorghiu-Dej (prim-ministru), I. Chişinevschi, Gh. Apostol, Chivu Stoica, M. Constantinescu, S. Bughici, Al. Drăghici, Dumitru Petrescu, și P. Borilă.

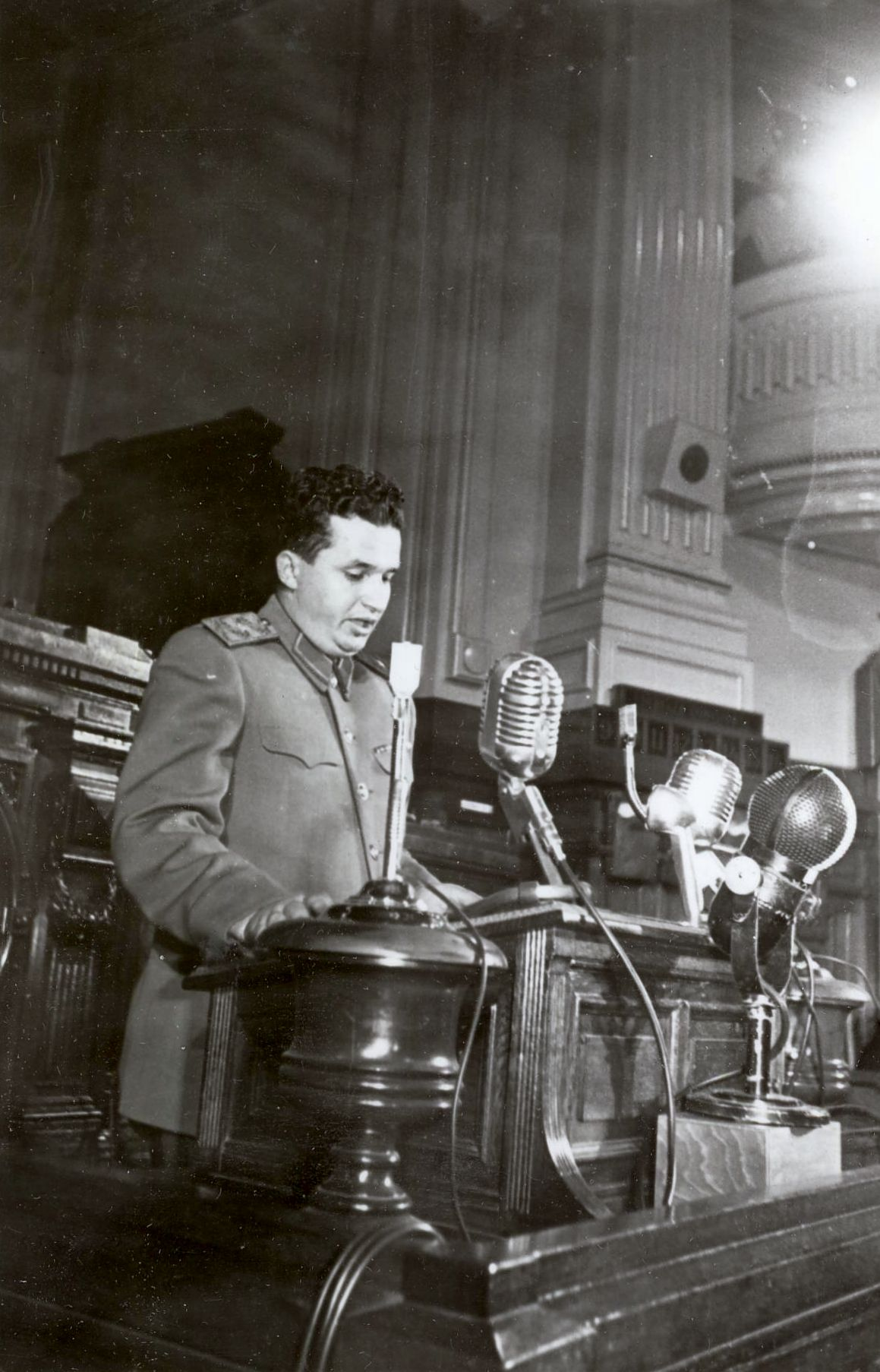
Nicolae Ceauşescu vorbind la cea de a XIII-a sesiune a Marii Adunări Naţionale, cu prilejul votării Constituţiei din 1952.

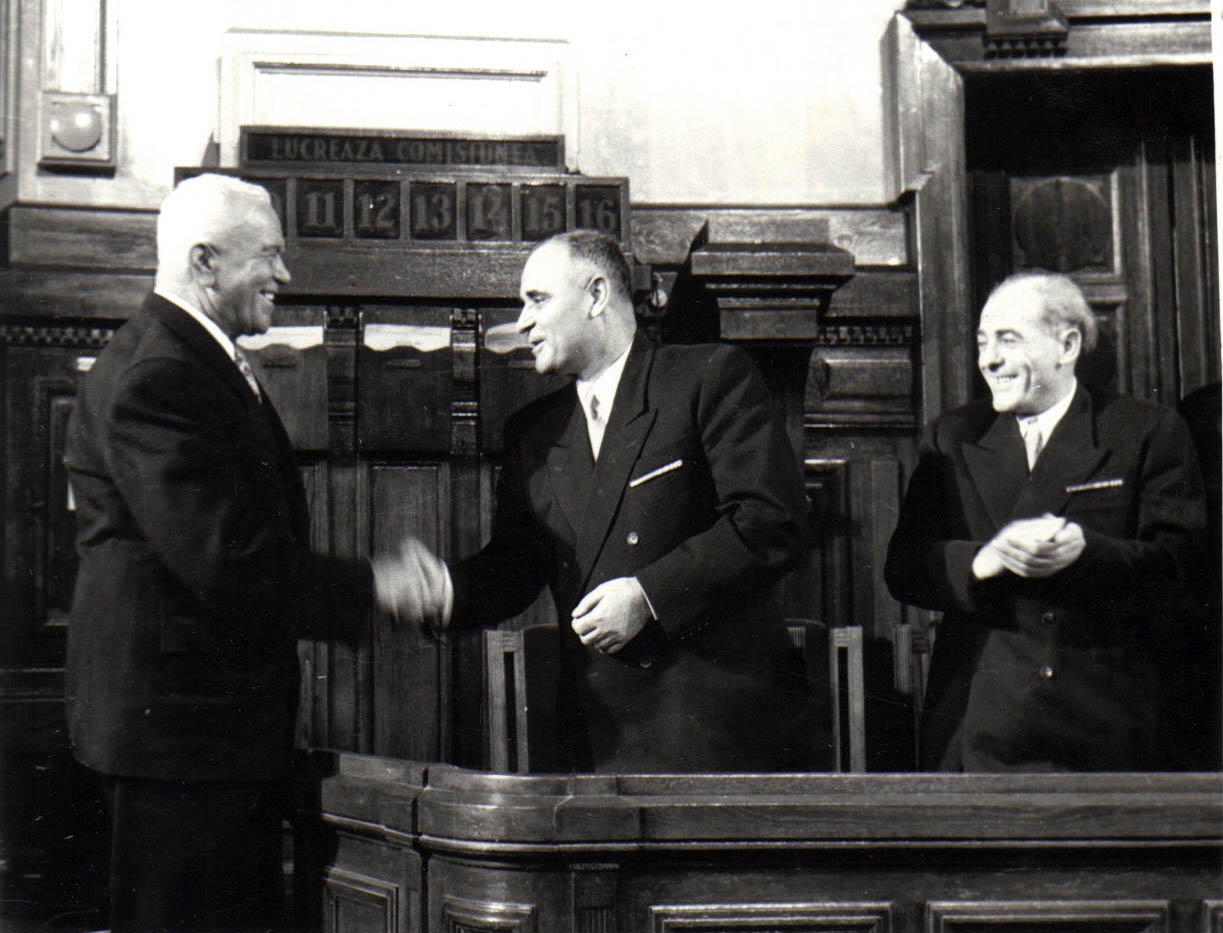
P. Groza, Gh. Gheorghiu-Dej, și I. Chişinevschi la sesiunea MAN care a votat Constituţia din 1952.

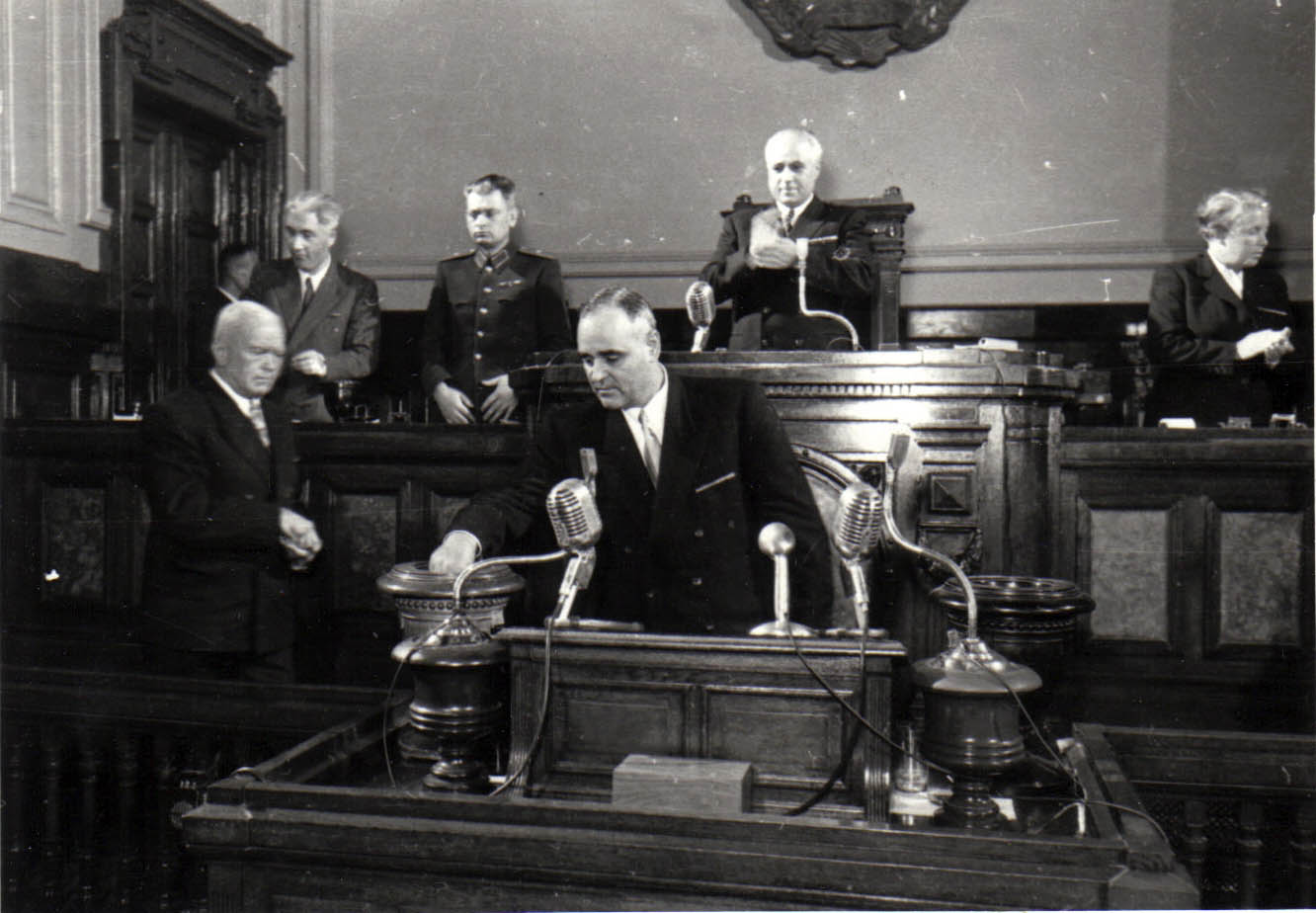
Președintele Prezidiumul MAN Petru Groza și secretarul general al PMR și prim-ministrul Gheorghe Gheorghiu-Dej își exprimă voturile în favoarea Constituției din 1952.

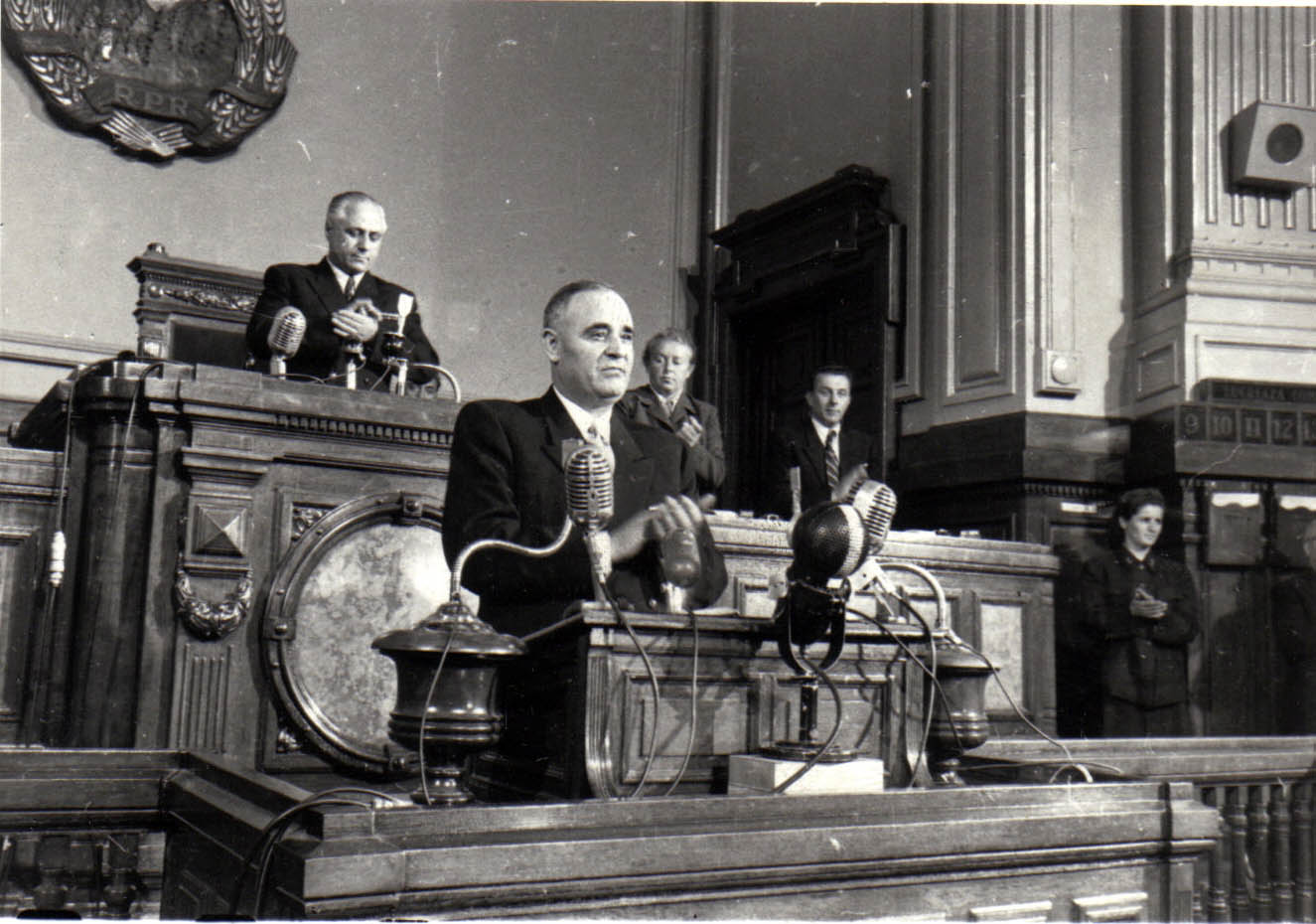
Gh. Gheorghiu-Dej la finalul celei de-a XIII-a sesiuni a M.A.N.

## Statul este subordonat partidului
Cuvântul „partid” nu apare în nici o constituție anterioară a României. În Constituția din 1952 statul este subordonat partidului:
„ Partidul Muncitoresc Român este forța conducătoare atât a organizațiilor celor ce muncesc, cât și a organelor și instituțiilor de stat  ”
PMR reprezintă doar o parte din cetățeni, pe cei care aparțin clasei muncitoare (lucrătorii în intreprinderi), „aliați” cu alte „pături de oameni ai muncii” (de exemplu, „țărănimea muncitoare”). 
Însăși constituția, document fondator al statului, doar
„ ... consacră ... opera de construire a societății socialiste... ”
devenind platformă de partid și exponent al unei ideologii 
„ Statul de democrație populară, proclamând ca principala sarcină a sa construirea socialismului … ”
Partidul Muncitoresc Român, subordonat ideologic Partidului Comunist al Uniunii Sovietice, aduce statul cu el în aceeași relație. S-a considerat necesară adăugarea în constituție a unui capitol introductiv, în care cetățenilor români li se aducea aminte de “…glorioasa Armata Sovietică …” și de “prietenia și alianța cu marea Uniune Sovietică, sprijinul și ajutorul ei dezinteresat și frățesc”.
Este înlăturată posibililtatea ca o cincime din deputații MAN să inițieze orice lege , reducând capacitatea adunării de a acționa independent. MAN, deși nominal forul suprem în stat, are un rol pasiv, de aprobare a unor proiecte de legi, după dezbateri limitate.

## Sunt create condițiile statuluitotalitar
Este introdus un nou concept, numit „orânduirea de stat”, care cuprindea activități directe ale statului în domenii economice, sociale, și culturale, precum și o luptă internă 
„ ... împotriva dușmanilor poporului muncitor ...  ”
Partidul furnizează ideologia, statul totalitar o impune:
„ Respectarea și aplicarea întocmai a Constituției și a legilor țării este datoria principală a fiecărei instituții de stat și a fiecărui cetățean  ”
Naționalizarea este extinsă la tipografii, cinematografe, teatre, Cooperative Agricole de Producție, „Stațiuni de Mașini și Tractoare", înterprinderi, fonduri de locuințe  , este declarată dorința de îngrădire a activității întreprinderilor particulare nenaționalizate , iar comerțul exterior devine monopol de stat  .
Drepturi și libertăți individuale sunt înlocuite cu vagi drepturi colective (ale unor organizații, asociații, „mase” de oameni, etc.) 
„ a) libertatea cuvântului; b) libertatea presei; c) libertatea întrunirilor și a meetingurilor; d) libertatea cortegiilor și a demonstrațiilor de stradă. Aceste drepturi sunt asigurate punându-se la dispoziția maselor muncitoare și organizațiilor lor…..  ”
„ Dreptul de a depune candidaturi este asigurat tuturor organizațiilor oamenilor muncii: organizațiilor Partidului Muncitoresc Român, sindicatelor profesionale, cooperativelor, organizațiilor de tineret și altor organizații de masă, precum și asociaților culturale” ”

## Sistemul judiciar devine instrument al luptei de clasă
Sistemul judiciar era necesar guvernării comuniste pentru a da impresia de legalitate nedreptăților comise în numele „luptei de clasă”. Dar judecătorii nu mai au voie sa ignore sau să interpreteze o lege pe care o consideră nedreaptă. Ei trebuie sa o aplice întocmai cum a fost aprobată de MAN. 
„ Tribunalele apară regimul de democrație populară și cuceririle poporului muncitor; asigură legalitatea populară, proprietatea obștească și drepturile cetățenilor” ”
Articolului 93 în Constituția din 1948 prevedea „Judecătorii de orice grad se supun în exercitarea atribuțiilor lor numai legii și aplică legile egal față de toți cetățenii.” Acum nu li se mai recunoaște tuturor cetățenilor dreptul de a fi egali în fața legii:
„ Judecătorii sunt independenți și se supun numai legii. ”
Doar „oamenii muncii” au drepturi egale.
„ Oamenilor muncii, cetățeni ai Republicii Populare Române, fără deosebire de naționalitate sau rasă le este asigurată deplina egalitate de drepturi ”
Subminarea autorității executive (prin guvernul Groza din 1945), legislative (prin înlocuirea parlamentului cu MAN în 1948) și judiciare (în Constituția din 1952) completează transferul puteriilor în stat în subordinea ideologiei de partid. 